# Rusk (herb szlachecki)

Rusk

Rusk odmienny

Rusk (Rostke, Rostken, Rostkowski, Rusken, Rustke, Rustken, Rustki, Rustkowski, Łabędź odmienny) – kaszubski herb szlachecki, według Przemysława Pragerta odmiana herbu Łabędź.

## Opis herbu
Herb znany jest przynajmniej w dwóch wariantach. Opisy z wykorzystaniem zasad blazonowania, zaproponowanych przez Alfreda Znamierowskiego:
Rusk (Rostke, Rostken, Rostkowski, Rusken, Rustke, Rustken, Rustki, Rustkowski, Łabędź odmienny): W polu błękitnym łabędź srebrny. Klejnot: Nad hełmem bez korony trzy pióra strusie, błękitne między srebrnymi, zaś po bokach po gwieździe złotej. Labry: błękitne, podbite srebrem.
Rusk odmienny (Rostkowski, Rusken, Rustke, Rustken, Łabędź odmienny): Łabędź z pochyloną szyją płynie po wodzie wśród trzcin zielonych z kolbami. Brak gwiazd w klejnocie, środkowe pióro czarne. Strefa wierzchu labrów najbliżej klejnotu czarna.

## Najwcześniejsze wzmianki
Herb pojawił się po raz pierwszy na mapie Pomorza Lubinusa z 1618 i był to wariant odmienny. Wariant ten przytaczały też herbarze Bagmihla (Pommersches Wappenbuch), Ledebura (Adelslexikon der preussichen Monrachie von...) oraz Żernickiego (Die polnische Adel). Wariant uznawany za podstawowy pojawił się u Bagmihla, a ponadto w Nowym Siebmacherze i u Ostrowskiego (Księga herbowa rodów polskich).

## Rodzina Rusk
Drobnoszlachecki ród o nazwisku niegniazdowym, mieszkający w ziemi lęborskiej. Najdawniejsza wzmianka o tym nazwisku pochodzi z 1552 (Mikołaj Rusk, właściciel części w Parszczycach). Kolejne wzmianki z lat 1555 (potwierdzenie lenna w Siemirowicach), 1575 (Ruschen w Siemirowicach), 1601, 1608, 1618, 1621 (Russken w Siemirowicach), 1658 (Matthiss i Jurgen die Russcken). Dział w Siemirowicach rodzina posiadała przynajmniej do XVIII wieku. Ruskenowie odnotwani zostali także we wsi Bochowo w 1756 i 1762 (Georg Ernst von Rustke). Podobieństwo herbu Ruskenów i herbów rodzin Ganske oraz Dote, a także posiadanie działów w tych samych wsiach, sugeruje wspólne pochodzenie tych rodzin.

## Herbowni
Rusk (Rostek, Rostke, Rostken, Rostkowski, Ruschen, Rusken, Russk, Russke, Russken, Russt, Rustk, Rustke, Rustken, Rustki, Rustkowski, Ruszk). Rodzina od posiadanej wsi przyjmowała także nazwisko Siemirowski (Wsiemierowski, Szemierowski, Siemierowski), zamieniając Rusk w przydomek.